# William Hornbeck
William Hornbeck (Los Angeles, 23 de agosto de 1901 — Ventura, 19 de outubro de 1983) é um editor estadunidense. Venceu o Oscar de melhor montagem na edição de 1952 por A Place in the Sun.